# Sexuální souhlas v právu

Světový přehled právních předpisů týkajících se sexuálního násilí.
Legislativa založená na souhlasu; znásilnění v manželství je protizákonné
Legislativa založená na donucení; znásilnění v manželství je protizákonné
Legislativa založená na souhlasu, ale znásilnění v manželství je legální
Legislativa založená na donucení a znásilnění v manželství je legální
Smíšená legislativa; znásilnění bez donucení je považováno za méně závažný trestný čin; znásilnění v manželství je protizákonné
Legislativa založená na donucení v případech vaginálního sexu, znásilnění ze souhlasu při análním a orálním sexu; znásilnění v manželství je protizákonné

Souhlas se sexuální aktivitou hraje důležitou roli v zákonech týkajících se znásilnění a dalších forem sexuálního násilí. Před soudem může při posuzování trestných činů hrát roli, zda oběť dala k sexu souhlas, případně zda vůbec byla způsobilá tento souhlas dát.
Ačkoliv mnohé právní řády souhlas se sexem nedefinují, téměř všechny právní řády na světě mají stanovený věk způsobilosti k sexu, před jehož dovršením nemohou dát lidé souhlas. Sexuální interakce s nimi jsou v takových případech klasifikované jako sexuální zneužití. Mnohé z nich rovněž stanoví podmínky, za nichž jsou považováni za neschopné dát souhlas i dospělí. Mezi takové podmínky může patřit spánek, bezvědomí, intoxikace alkoholem nebo jinou drogou, duševní porucha, tělesné postižení nebo oklamání ohledně povahy aktu či totožnosti údajného pachatele.
Největší neshody panují v otázce, na čem by měla být založená právní úprava znásilnění u jinak zdravých dospělých osob, které jsou schopny dát souhlas. Odlišují se tak dva hlavní modely legislativy – model založený na donucení a model založený na souhlasu. Podle legislativy založené na souhlasu se za znásilnění považuje sexuální chování, ke kterému druhá osoba nedala kladný souhlas. Legislativa založená na donucení naopak za znásilnění považuje jen to sexuální chování, ke kterému byla oběť donucena násilím nebo výhrůžkami. 
Od roku 2000 došlo ve světě k posunu ve prospěch legislativy založené na souhlasu. Takové právní předpisy jsou totiž vyzdvihovány jako ty, které poskytují lepší právní ochranu obětem sexuálního násilí. V Česku však stále přetrvává legislativa založená na donucení, ačkoliv se objevují snahy o její změnu.

## Donucení versus souhlas

Evropský přehled právních předpisů týkajících se sexuálního násilí.
Legislativa založená na donucení
Legislativa založená na donucení; čeká se na změnu na založenou na souhlasu
Legislativa založená na souhlasu
Smíšená legislativa; znásilnění bez nátlaku je považováno za méně závažný trestný čin

V právní teorii existují dva hlavní modely legislativy proti znásilnění a jiným formám sexuálního násilí:
1. Model založený na donucení (coercion-based model): aby mohlo být sexuální jednání klasifikováno jako znásilnění, tak musí být provedeno skrz nátlak, násilí či fyzickou sílu, případně jejich hrozbu.[1]
2. Model založený na souhlasu (consent-based model): aby mohlo být sexuální jednání klasifikováno jako znásilnění, tak se musí jednat o sexuální jednání, ke kterému ten druhý nedal souhlas.[1]

Jeden z možných důvodů pro model založený na donucení je předpoklad, že ženy budou podávat falešná obvinění ze znásilnění, pokud je práh pro znásilnění nízký. Tento způsob uvažování vychází z doby (sahající přinejmenším do 18. století), kdy byl sex považován za soukromou záležitost, do níž by stát a společnost většinou neměly zasahovat. Obavy ze sexuálního násilí se tehdy většinou omezovaly na znásilnění mezi mužem a ženou, které bylo zprvu považováno za přestupek proti veřejné morálce, zejména proti rodině oběti (jejímu otci, manželovi nebo pánovi).
V pozdějších desetiletích 20. a na počátku 21. století se těžiště hodnocení sexuálního násilí posunulo směrem k individuální sexuální autonomii. Záběr se rozšířil nad rámec pohlavního aktu, soubor potenciálních obětí a pachatelů se rozšířil na všechna pohlaví, cizí osoby i známé a osoby blízké obětem včetně intimních partnerů, a dokonce i manželů. Zároveň se také změnily společenské a právní postoje ve prospěch aktivnějšího zásahu společnosti a státu do sexuálního násilí a dosažení spravedlnosti.
Model založený na donucení je čím dál víc kritizovaný, a to z různých důvodů. Jedním z nich je jeho požadavek, aby se oběť aktivně bránila útoku. Podle kritiků tak nedostatečně chrání oběti, které jsou v bezvědomí, omámené, spí nebo jsou v důsledku strachu paralyzované, a tedy se útoku nemohou bránit. Dalším důvodem kritiky modelu založeného na donucení je, že často přenáší odpovědnost za trestný čin z pachatele na oběť, například v požadavku nenosit určitý druh oblečení, aby oběti útok "nevyprovokovaly". Kritizovaný je také kvůli důrazu na fyzické násilí, čímž se nebere v úvahu, že pachatel někdy nemusí k útoku použít žádné nebo jen malé fyzické násilí.
Model založený na souhlasu je obhajovaný jako lepší alternativa pro zvýšení právní ochrany obětí a uložení větší odpovědnosti potenciálním pachatelům, aby se před zahájením sexu ujistili, zda potenciální oběť se zahájením sexu skutečně souhlasí, či nikoli, a aby se ho zdrželi, pokud nesouhlasí.

## Situace v Česku
V Česku stále přetrvává model založený na donucení. Trestného činu znásilnění se tedy dopouští jen ten, kdo si sexuální chování vymůže násilím či jeho pohrůžkou nebo zneužije bezbrannosti oběti. Tato úzce vymezená definice se stala předmětem kritiky. Nejčastěji vyčítaným problémem je, že nedostatečně chrání oběti, které jsou paralyzované strachem, a tedy nedokážou projevit svůj nesouhlas (tzv. zamrznutí). V únoru 2021 přinesla organizace Amnesty International petici, která upozorňovala na nedostatky modelu založeného na donucení a vyzvala politickou reprezentaci k přijetí modelu založeného na souhlasu.
V květnu 2021, po nařčení bývalého poslance Dominika Feriho ze sexuálního obtěžování, se část poslanců k návrhu legislativy založené na souhlasu přihlásila. Jiná část poslanců se ale proti myšlence legislativy založené na souhlasu postavila, přičemž argumentovali především tím, že nechtějí před každým pohlavním stykem podepisovat formuláře o souhlasu. S tím však model založený na souhlasu nepočítá a když se v minulosti takové zprávy ve světě objevily, jednalo se o hoax. Kromě toho, že souhlas stačí vyjádřit ústně, dokonce totiž ani nemusí být výslovný a lze jej projevit třeba také aktivním zapojením do sexuálního chování.
Od roku 2021 funguje kampaň s názvem Chce to souhlas, kterou vedou organizace Amnesty International a Konsent. Kampaň má za cíl změnu definice znásilnění v českém zákoně tak, aby byla založená na souhlasu. V čele kampaně jsou české aktivistky Johanna Nejedlová a Irena Hůlová.
Novelou trestního zákoníku s účinností od 1. 1. 2025 se Česko zařadí mezi země, které mají svoji legislativu ohledně znásilnění založenou na souhlasu. Byl zvolen konkrétně přístup „ne znamená ne“, který nevyžaduje výslovný souhlas, nýbrž absenci nesouhlasu. Novela zákona však explicitně pokrývá i případy, kdy oběť znásilnění nemůže nesouhlas projevit, a to například právě kvůli již zmíněnému zamrznutí.

## Mezinárodní normy, definice a judikatura

Účast na Úmluvě z Belém do Pará, Maputském protokolu a Istanbulské úmluvě dohromady
Podepsáno a ratifikováno
Přistoupeno
Pouze podepsáno
Nepodepsáno
Není členským státem AU, RE nebo OAS

Od roku 2018 se v mezinárodním právu objevuje konsenzus, že je třeba upřednostňovat model založený na souhlasu, k čemuž daly podnět mimo jiné Výbor CEDAW, Příručka OSN pro legislativu týkající se násilí na ženách, Mezinárodní trestní soud a Istanbulská úmluva. Neexistovaly však žádné mezinárodně dohodnuté právní definice toho, co představuje sexuální souhlas; takové definice chyběly v nástrojích v oblasti lidských práv.
Článek 36 Istanbulské úmluvy poznamenává, že souhlas musí být dán dobrovolně jako výsledek svobodné vůle osoby posuzované v kontextu okolních okolností. Pravidlo 70 Jednacího a důkazního řádu Mezinárodního trestního soudu uvádí přehled nelegitimních závěrů o souhlasu, které by se obžalovaní mohli pokusit použít, aby tvrdili, že souhlas měli:
Pravidlo 70: Zásady dokazování v případech sexuálního násilí
V případech sexuálního násilí se soud řídí následujícími zásadami a případně je uplatňuje:
(a) souhlas nelze vyvozovat z jakýchkoli slov nebo chování oběti, pokud síla, hrozba síly, nátlak nebo využití nátlakového prostředí narušily schopnost oběti dát dobrovolný a skutečný souhlas,
(b) souhlas nelze vyvodit z jakýchkoli slov nebo chování oběti, pokud oběť není schopna dát skutečný souhlas,
(c) souhlas nelze vyvozovat z důvodu mlčení nebo nedostatku odporu oběti vůči údajnému sexuálnímu násilí,
(d) důvěryhodnost, charakter nebo predispozice oběti nebo svědka k sexuální dispozici nelze vyvozovat z důvodu sexuální povahy předchozího nebo následného chování oběti nebo svědka.
V roce 2003 Evropský soud pro lidská práva nařídil všem 47 členským státům Rady Evropy (RE), aby v případech sexuálního násilí na základě článků 3 a 8 Evropské úmluvy o ochraně lidských práv uplatňovaly přístup založený na souhlasu, a to na základě svého rozhodnutí ve věci M. C. proti Bulharsku: "V souladu se současnými standardy a trendy v této oblasti musí být pozitivní závazky členských států podle článků 3 a 8 Úmluvy chápány tak, že vyžadují postih a účinné stíhání jakéhokoli sexuálního jednání bez souhlasu, a to i v případě, že oběť neklade fyzický odpor."
V roce 2003 přijala Africká unie (AU) Protokol k Africké chartě lidských práv a práv národů o právech žen v Africe (Maputský protokol) (v platnosti od roku 2005), který stanoví, že "smluvní státy přijmou vhodná a účinná opatření k přijetí a prosazování zákonů zakazujících všechny formy násilí na ženách včetně nechtěného nebo vynuceného sexu bez ohledu na to, zda k násilí dochází v soukromí nebo na veřejnosti". Tak byl "nechtěný sex", odděleně od "nuceného sexu", uznán jako forma násilí na ženách, která má být účinně zakázána všemi 55 členskými státy.
Ve věci Věznice Miguela Castra-Castra proti Peru z roku 2006, která se vztahuje na všech 35 členských států Organizace amerických států (OAS), Meziamerický soud pro lidská práva uvedl následující: "Soud v souladu s mezinárodní judikaturou a s přihlédnutím k tomu, co je uvedeno v Úmluvě o prevenci, trestání a odstranění násilí na ženách [Úmluva z Belém do Pará], má za to, že sexuální násilí spočívá v jednání sexuální povahy spáchaném na osobě bez jejího souhlasu (...)".
Úmluva Rady Evropy o prevenci a potírání násilí vůči ženám a domácího násilí z roku 2011 (Istanbulská úmluva) obsahuje definici sexuálního násilí založenou na souhlasu v článku 36. To ukládá všem smluvním stranám, které úmluvu ratifikovaly, změnit své právní předpisy z modelu založeného na donucení na model založený na souhlasu. Od vstupu Istanbulské úmluvy v platnost v srpnu 2014 některé smluvní strany splnily svůj závazek právní reformy v oblasti sexuálního násilí. K dubnu 2020 tak ještě muselo učinit 26 smluvních stran, přičemž 12 signatářů muselo úmluvu nejprve ratifikovat.
Belgie má definici založenou na souhlasu již od roku 1989, Irská republika již od roku 1981, přičemž další novela byla přijata v únoru 2017. Čtyři země Spojeného království Anglie a Wales (jedna jurisdikce), Severní Irsko a Skotsko zavedly právní předpisy založené na souhlasu samostatně v roce 2000, přestože Spojené království k roku 2018 úmluvu neratifikovalo. Chorvatsko v roce 2013 a Rakousko v roce 2016 zavedly samostatné zákony proti sexuálnímu násilí spáchanému z donucení a sexuálnímu násilí spáchanému z nedostatku souhlasu, přičemž druhé jmenované považují za méně závažný trestný čin s nižší horní hranicí trestní sazby.

## Vliv na počty odsouzených
V červnu 2020 švédská Národní rada pro prevenci kriminality (Bra) oznámila, že počet odsouzených za znásilnění vzrostl ze 190 v roce 2017 na 333 v roce 2019. To představuje nárůst o 75 % poté, co Švédsko v květnu 2018 přijalo definici znásilnění založenou na souhlasu. Počet oznámení o znásilnění se také ve stejném období zvýšil o 21 %. Kromě toho zavedení nového trestného činu „znásilnění z nedbalosti“ (pro případy, kdy soudy shledaly, že souhlas nebyl prokázán, ale že pachatel neměl v úmyslu znásilnit) vedlo k odsouzení 12 osob. Bra byl tímto větším než očekávaným dopadem pozitivně překvapen a uvedl, že to vedlo k větší spravedlnosti pro oběti znásilnění, a doufal, že to zlepší společenský postoj k sexu. Amnesty International považovala výsledky za důkaz, že i další země by měly přijmout legislativu založenou na souhlasu, aby lépe chránily potenciální oběti sexuálního násilí.